# Bitna Kim
Bitna Kim ist eine US-amerikanische Kriminologin südkoreanischer Herkunft. Sie lehrt und forscht als Professorin für Strafrecht und Kriminologie an der texanischen Sam Houston State University (SHSU). In der Wahlzeit 2024/25 amtiert sie als Präsidentin der Academy of Criminal Justice Sciences (ACJS).

## Werdegang und Wirken
Kim studierte Psychologie an der südkoreanischen Chungbuk National University und legte dort das Bachelor- und Master-Examen ab. 2008 wurde sie an der SHSU zur Ph.D. für Strafrecht promoviert. Der Titel ihrer Dissertationsschrift lautete: General Power-Control Theory of Women: Using a Multi-group SEM Approach to Testing Mean Differences.
Nach ihrer Promotion ging sie für 14 Jahre an die Indiana University of Pennsylvania (IUP), wo sie bis 2013 Assistent Professor war und dann bis 2017 Associate Professor und anschließend Full Professor. An der IUP war Kim außerdem Koordinatorin des Doktorandenprogramms in Kriminologie und Strafjustiz und Co-Direktorin des Zentrums für kriminologische Forschung (CRC). 2022 kehrte sie als Professorin an die Sam Houston State University zurück.
Kims Fachgebiet ist die translationale Kriminologie, bei der es um das Studium und die Theorie der Umsetzung von Forschung in Politik und Praxis geht.